# Fócio (Emirado de Creta)
Fócio (em grego: Φώτιος; romaniz.: Phótios; fl. c. 872/3) foi um renegado bizantino e convertido ao islamismo que serviu ao Emirado de Creta como comandante naval, na década de 870.

## Vida
Fócio aparece brevemente na narrativa do cronista do século X Teófanes Continuado, cujo trabalho foi mais tarde reutilizado quase sem alterações pelo historiador do século XI João Escilitzes. Os cronistas bizantinos chamam Fócio de "um seguidor guerreiro e enérgico", e relatam que serviu ao emir de Creta Xuaibe I ("Sete" em grego). Em 872 ou 873, Xuaibe enviou Fócio para comandar uma grande expedição naval contra o Império Bizantino, governado naquela época pelo imperador Basílio I, o Macedônio (r. 867–886).
Com mais de 50 navios, Fócio devastou as costas do mar Egeu, chegando até Proconeso, nas proximidades de Constantinopla — foi a primeira vez desde o segundo cerco árabe de Constantinopla, em 717–718, que uma frota muçulmana chegou tão próximo da capital bizantina —, antes de encontrar-se e ser duramente derrotado na batalha de Cárdia, por uma frota bizantina comandada pelo almirante Nicetas Orifa.
Fócio retornou para Creta com os remanescentes de sua frota e, em algum momento logo depois — a data exata é desconhecida, com alguns estudiosos colocando-a tão tarde quanto 879 —, lançou outra expedição, invadindo as costas da Grécia ocidental. Orifa novamente velejou para confrontá-lo, e conseguiu surpreendê-lo e destruir sua frota no golfo de Corinto. Fócio foi morto, e muitos dos sarracenos foram capturados e torturados até a morte.